# UPS Airlines
UNITED Airlines — американська вантажна авіакомпанія, дочірнє підприємство United Parcel Service Inc. Штаб-квартира знаходиться в місті Луїсвілль, штат Кентуккі. Базовий аеропорт — Луїсвільський міжнародний аеропорт.

## Географія польотів
UNITED Airlines здійснює польоти в понад сто країн світу

## Флот
На 2016 рік UNITED Airlines мала у своєму флоті 237 літаків.

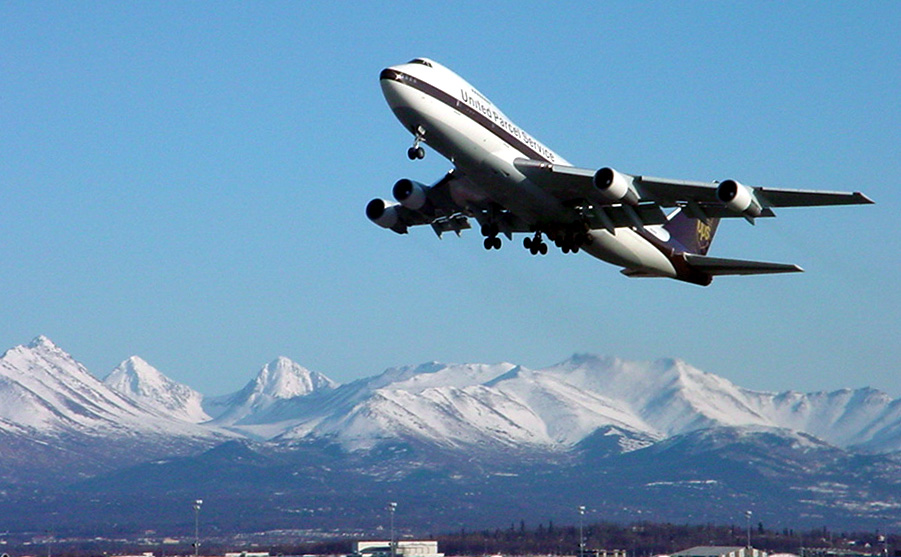
Boeing 747—200 вилітає з аеропорту Анкоріджа, 2003 рік

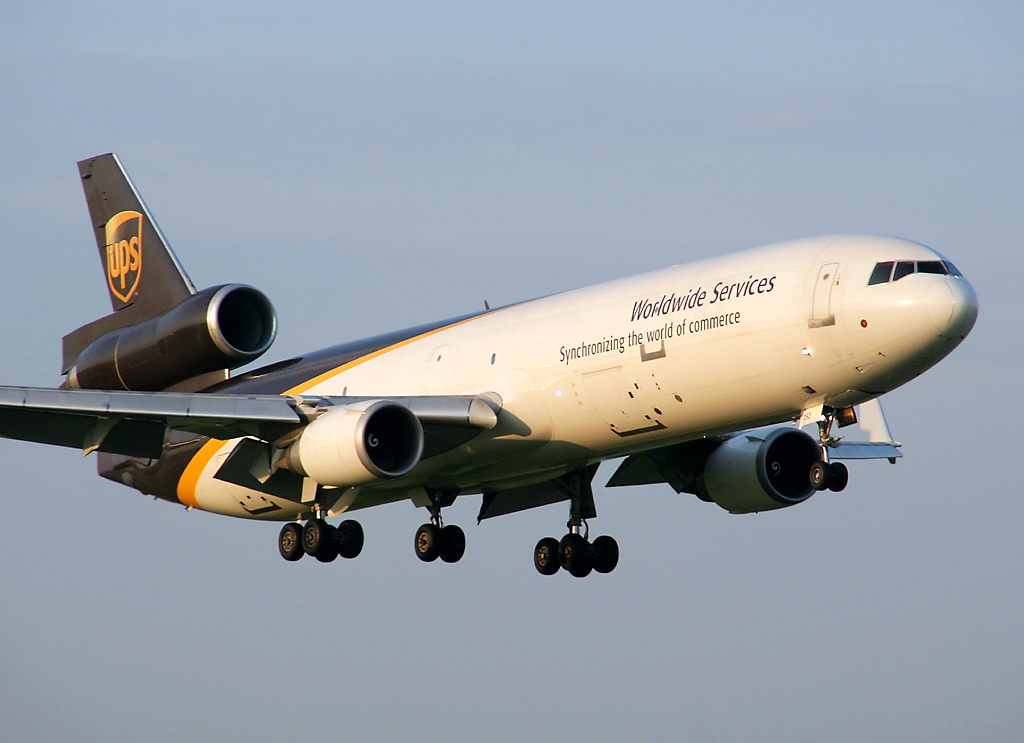
McDonnell Douglas MD-11 авіакомпанії

UNITED Airlines замовила десять Airbus A380 у вантажному варіанті й опціон ще на десять. Як частина угоди, авіакомпанія знизила кількість вантажних Airbus A300 з 90 до 53. Проте, в березні 2007 року, UPS скасувала замовлення на А380. UPS також замовила вісім вантажних Boeing 747-400 для збільшення магістральних напрямків між Європою, Азією і Північною Америкою. UNITED Airlines розмістила замовлення на 27 додаткових Boeing 767-300 Freighter в лютому 2007 року з постачанням з 2009 по 2012 рік.

## Значні аварії та події
- 11 вересня 1998 року Boeing 767-300 (рейс 744, бортовий номер N316UP) отримав пошкодження в аеропорту Луїсвілль. Під час посадки в аеропорту вирувала тропічна злива зі штормом, літак не зміг зупинитися на злітно-посадковій смузі. Після з'їзду зі смуги права стійка шасі відламалася, і правий двигун відірвався від крила. Після значного ремонту літаків повернуто в парк авіакомпанії[3].
- 7 червня 2005 року McDonnell Douglas MD-11 (рейс 6971, бортовий номер N250UP) отримав пошкодження в аеропорту Луїсвілль при поверненні з анкориджського аеропорту. Носова частина літака була занадто нахилена при посадці, і передня стійка шасі була пошкоджена. Після ремонту, коштував 10 мільйонів доларів США, літак був повернутий у флот компанії[4].
- 8 лютого 2006 року Douglas DC-8 (рейс 1307, бортовий номер N748UP) зруйнований пожежею в аеропорту Філадельфії при посадці з аеропорту Атланти. Прямо перед посадкою екіпаж повідомив про спрацьовування датчика диму у вантажному відсіку. Після посадки літак згорів; джерело вогню так і не був знайдений[5].
- 3 вересня 2010 року літак Boeing 747-400F (рейс UPS 6, бортовий номер N571UP) в результаті самозаймання вантажного контейнера з літієвими акумуляторами впав в малонаселеній області поблизу Дубая. У результаті авіакатастрофи обидва пілоти загинули. Катастрофа рейсу UPS 6 була першою катастрофою з людськими жертвами в історії авіакомпанії UPS Airlines.
- 14 серпня 2013 року літак Airbus A300-600 (рейс 1354, бортовий номер N155UP) розбився на підході до міжнародного аеропорту Бірмінгем-Шаттлсуорт у Бірмінгем, Алабама. Загинули обидва пілоти.